# Josephine Wu
Josephine Wu (Edmonton, 20 de enero de 1995) es una deportista canadiense que compite en bádminton, en las modalidades de dobles y dobles mixto. Ganó tres medallas de oro en los Juegos Panamericanos, en los años 2019 y 2023.

## Palmarés internacional
| Juegos Panamericanos | Juegos Panamericanos | Juegos Panamericanos | Juegos Panamericanos |
| Año                  | Lugar                | Medalla              | Prueba               |
| -------------------- | -------------------- | -------------------- | -------------------- |
| 2019                 | Lima (Perú)          | Medalla de oro       | Dobes mixto          |
| 2023                 | Santiago (Chile)     | Medalla de oro       | Dobes                |
| 2023                 | Santiago (Chile)     | Medalla de oro       | Dobes mixto          |